# Referendo constitucional em Cuba em 2019
Realizou-se um referendo constitucional em Cuba a 24 de fevereiro de 2019. Foi perguntado aos eleitores se aprovavam uma nova constituição aprovada pela Assembleia Nacional do Poder Popular em julho de 2018. As reformas foram aprovadas, com 90,61% dos votos válidos expressos a favor. A nova Constituição entrou em vigor a 10 de abril de 2019, após ter sido proclamada na Assembleia Nacional Cubana e publicada no Diário da República.

## Mudanças constitucionais
As propostas da nova Constituição incluem:
- O reconhecimento da propriedade privada;
- O reconhecimento do investimento estrangeiro;
- O restabelecimento do cargo de Primeiro-Ministro de Cuba;
- A transferência do chefe do Conselho de Estado para o Presidente da Assembleia Nacional;
- O cargo de Presidente de Câmara a ser acrescentado ao de presidente de uma Assembleia Municipal;
- A criação de uma ratificação necessária dos Governadores Provinciais nomeados pelo Presidente da República e dos Governadores-Adjuntos pelos governos municipais locais;
- A criação de novos Conselhos Provinciais compostos por membros escolhidos pelos municípios para substituir o atual sistema de Assembleias Provinciais, modelado após a Assembleia Nacional do Poder Popular;
- A introdução de um limite máximo obrigatório de idade de 60 anos para qualquer Presidente de Cuba que entre no seu primeiro mandato;
- A criação de um limite de dois mandatos consecutivos de cinco anos para a presidência;
- O alargamento dos mandatos dos delegados dos conselhos municipais para cinco anos;
- A proibição da discriminação com base no género, raça, origem étnica, orientação sexual, identidade de género ou deficiência;
- A restauração da presunção de inocência no sistema judicial, prevista pela última vez na Constituição de 1940;
- A introdução do direito a aconselhamento jurídico imediatamente após a detenção;
- A introdução da capacidade de processar o governo por danos ou negligência.
- Introduzindo o direito de comparecer perante um juiz e denunciar a prisão ilegal através do habeas corpus.[10]

A nova Constituição entrou em vigor após ter sido proclamada pela Assembleia Nacional a 10 de abril de 2019. As leis que foram aprovadas para aplicar as reformas da Constituição ao sistema judicial do país devem ser promulgadas no prazo de 18 meses. Uma lei eleitoral que pormenorize a reestruturação do governo deve também ser aprovada no prazo de seis meses. Um Presidente cubano deve então ser eleito pela Assembleia Nacional nos três meses seguintes e depois nomear Governadores Provinciais e um Primeiro-Ministro.

### Casamento entre pessoas do mesmo sexo
A nova constituição também elimina a exigência de que o casamento seja "entre um homem e uma mulher". Um projeto anterior da nova constituição teria alterado a linguagem para "uma união entre duas pessoas [...] com responsabilidades absolutamente iguais". Esta linguagem foi removida devido à reação dos sectores mais conservadores da sociedade cubana, com a nova constituição a não reconhecer especificamente o casamento entre pessoas do mesmo sexo, mas ainda a remover os obstáculos constitucionais ao seu reconhecimento, evitando especificamente a definição de casamento. Mariela Castro, uma ativista dos direitos LGBT cubanos, filha de Raúl Castro e diretora do Centro Nacional Cubano de Educação Sexual, declarou que esta mudança "não é um revés" e que a questão seria abordada na próxima emenda do código da família. Espera-se que o casamento entre pessoas do mesmo sexo faça parte de um novo Código de Família cubano, que deverá ser submetido a um novo referendo dentro dos próximos dois anos.

## Resultados

"Não", por província

| Escolha                                | Votos     | %     |
| -------------------------------------- | --------- | ----- |
| Para                                   | 6.816.169 | 90,61 |
| Contra                                 | 706.400   | 9,39  |
| Votos inválidos / em branco            | 325.774   | -     |
| Total                                  | 7.848.343 | 100   |
| Eleitores registrados / comparecimento | 8.705.723 | 90,15 |
| Fonte: Prensa Latina                   |           |       |

### Por província e equivalentes
| Província                         | A Favor   | A Favor | Contra  | Contra |
| Província                         | Votos     | %       | Votos   | %      |
| --------------------------------- | --------- | ------- | ------- | ------ |
| Artemisa                          | 314.356   | 91,00   | 31.099  | 9,00   |
| Camagüey                          | 473.335   | 91,68   | 42.955  | 8,32   |
| Ciego de Ávila                    | 283.004   | 93,68   | 19.108  | 6,32   |
| Cienfuegos                        | 248.007   | 92,21   | 20.964  | 7,79   |
| Granma                            | 507.351   | 91,92   | 44.585  | 8,08   |
| Guantánamo                        | 278.851   | 85,58   | 46.970  | 14,42  |
| Holguín                           | 567.837   | 84,75   | 102.161 | 15,25  |
| Isla de la Juventud               | 51.171    | 92,21   | 4.321   | 7,79   |
| La Habana                         | 1.235.178 | 89,34   | 147.380 | 10,66  |
| Las Tunas                         | 316.983   | 88,97   | 39.313  | 11,03  |
| Matanzas                          | 456.967   | 92,72   | 35.888  | 7,28   |
| Mayabeque                         | 228.856   | 88,70   | 29.151  | 11,30  |
| Eleitores estrangeiros            | 30.352    | 98,71   | 398     | 1,29   |
| Pinar del Río                     | 380.326   | 94,11   | 23.784  | 5,89   |
| Sancti Spíritus                   | 310.212   | 93,76   | 20.651  | 6,24   |
| Santiago de cuba                  | 635.901   | 91,92   | 55.878  | 8,08   |
| Villa Clara                       | 497.482   | 92,25   | 41.794  | 7,75   |
| Total de votos válidos            | 6.816.169 | 90,61   | 706.400 | 9,39   |
| Fonte: Consejo Eleitoral Nacional |           |         |         |        |